# Wylie Human

a Compétitions nationales et continentales officielles uniquement.

Dernière mise à jour le 27 juillet 2020.
Wylie Human, né le 26 février 1979 à Uitenhage (Afrique du Sud), est un joueur sud-africain de rugby à XV évoluant au poste d’ailier.

## Palmarès
- Bath Rugby
  - Finaliste du Championnat d'Angleterre en 2004